# Musée de la vallée moyenne du Rhin
Le Musée de la vallée moyenne du Rhin est un musée de la ville de Coblence. Les débuts de cette galerie d'art eurent lieu avec le don à la ville de plus de 200 œuvres du pasteur et pédagogue Joseph Gregory Lang en 1835.
Le musée se trouve, depuis 1966, dans l'ancien grand magasin sur le marché Florin. La création du Musée de la vallée moyenne du Rhin a eu lieu presque simultanément avec le Wallraf-Richartz Museum de Cologne et le musée Städel de Francfort-sur-le-Main. Même si le Musée, en comparaison de ces deux collections de renommée mondiale, semble modeste, il est toujours l'un des plus anciens musées civiques en Allemagne et jusqu'à maintenant soutenu par l'engagement des citoyens.
Le musée retrace le passé de la ville et des alentours à travers des tableaux, des objets religieux (statues, triptyques, icônes) et des objets de la vie courante du haut Moyen Âge.
Les peintures incluent des œuvres de l'art médiéval tardif, des maîtres néerlandais du XVIIe siècle jusqu'à la peinture du XVIIIe siècle et du début du XIXe siècle. Le musée possède également des peintures d'artistes régionaux, par exemple Januarius Zick.